# Convex Computer
Convex Computer Corporation – amerykańskie przedsiębiorstwo komputerowe. Zajmowało się projektowaniem, produkowaniem, marketingiem i serwisowaniem komputerów dla naukowców i użytkowników technicznych. Produkty tej firmy zawierały jedno i wieloprocesorowe systemy wektorowe/skalarne oraz wieloprocesorowe skalowalne systemy przetwarzania równoległego, i powiązane oprogramowanie. Przedsiębiorstwo powstało we wrześniu 1982 z siedzibą w Richardson, Teksas. Convex zostało kupione przez Hewlett-Packard w 1995.

## Historia

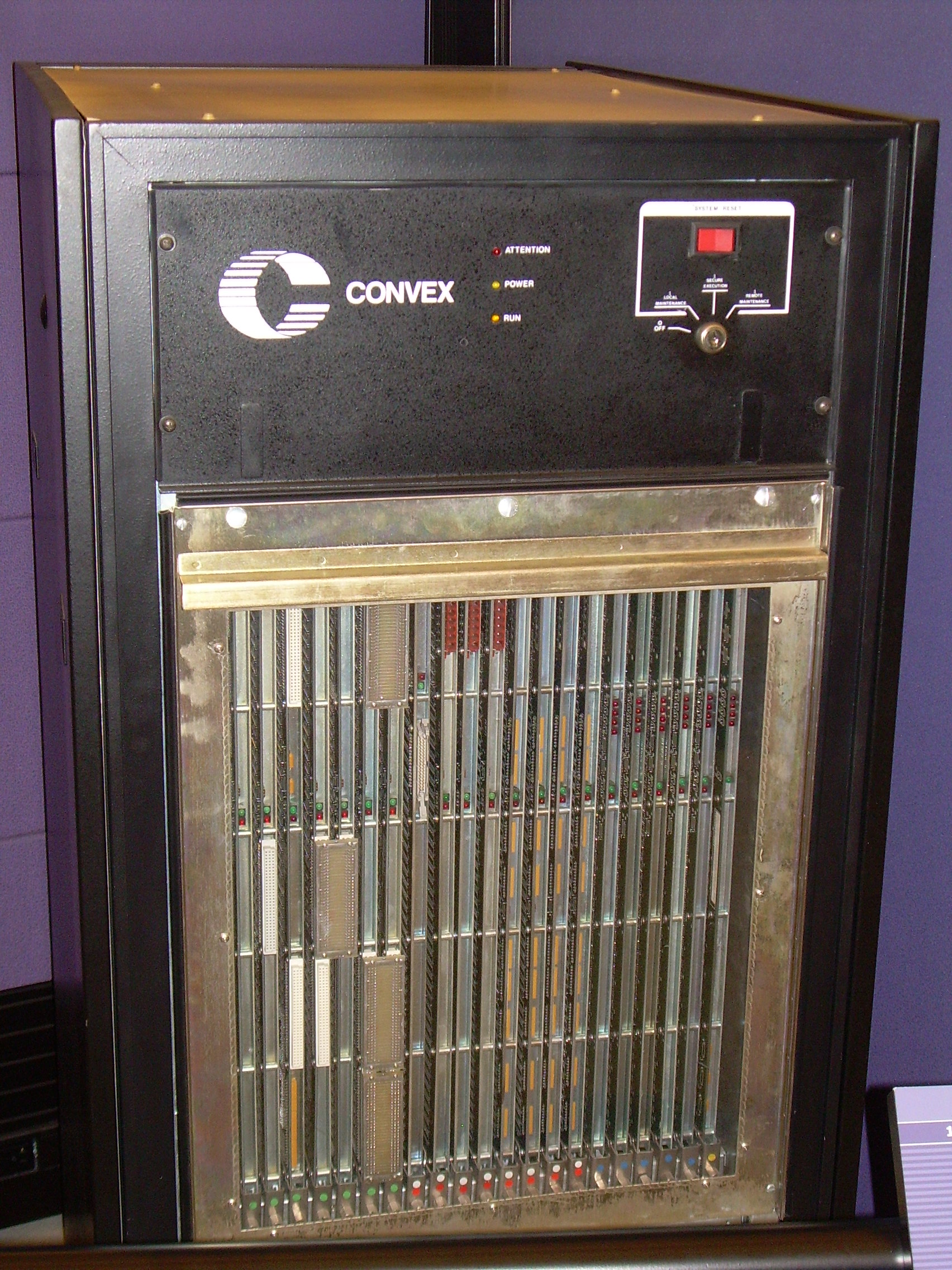
Convex C-1 (1985)

Convex zostało założone w 1982 przez Boba Palucka i Steve’a Wallacha w Richardson w Teksasie. Oryginalną nazwą było początkowo Parsec, tę nazwę nosiły wczesne prototypy i płyty produkcyjne. Planowali wyprodukować maszynę o architekturze podobnej do maszyn z procesorami wektorowymi Cray Research, o nieco niższej wydajności, ale o znacznie lepszym stosunku ceny do wydajności. Aby obniżyć koszty, konstrukcje Convex nie były tak agresywne technologicznie, jak Cray i były oparte na bardziej popularnej technologii chipów, próbując nadrobić utratę wydajności w inny sposób.
Ich pierwszą maszyną był C1, wydany w 1985. C1 był bardzo podobny do Cray-1 pod względem ogólnej konstrukcji, ale jego procesor i pamięć główna zostały zaimplementowane w wolniejszej, ale tańszej technologii CMOS. Zrównoważyli to poprzez zwiększenie możliwości jednostek wektorowych, w tym podwojenie długości rejestrów wektorowych do 128 64-bitowych elementów każdy. Używał również pamięci wirtualnej w przeciwieństwie do systemu pamięci statycznej maszyn Cray, co poprawiło programowanie. Ogólnie oceniono na 20 MFLOPS piku dla podwójnej precyzji (64-bit) i 40 MFLOPS piku dla pojedynczej precyzji (32-bity), około jednej piątej normalnej prędkości Cray-1. Zainwestowali również dużo w zaawansowane automatyczne kompilatory wektoryzacji, aby zwiększyć wydajność, gdy istniejące programy zostaną przeniesione do ich systemów. Maszyny działały w wersji BSD systemu Unix, znanej początkowo jako Convex Unix, a później jako ConvexOS ze względu na znaki towarowe i kwestie licencyjne. ConvexOS ma funkcje kompatybilności z DEC VMS, a także funkcje Cray Fortran. Ich kompilator Fortran został następnie licencjonowany dla innych komputerów, takich jak Ardent Computer i Stellar (oraz połączony Stardent).